# Force aérienne arménienne
La force aérienne arménienne (en arménien Հայաստանի Ռազմաօդային Ուժեր) est une petite branche des forces armées arméniennes créée en 1992 par l'Arménie à la suite de la dissolution de l'URSS.

## Description
Cette force a été équipée, formée et organisée pour fournir un soutien aérien et tactique aux forces terrestres sous la forme d'attaques au sol et de transports aériens en territoire arménien (et donc montagneux). Elle a donné un appui efficace durant les batailles de la guerre du Haut-Karabagh de 1992 à 1994.
Elle manque actuellement de pilotes et de supériorité aérienne face à l'ennemi, mais les MiG-29 de l'Armée de l'air russe assurent la défense aérienne conformément à un traité de coopération militaire. Depuis 2003, le gouvernement arménien a financé une modernisation et un agrandissement de la flotte aérienne.
Les principales bases aériennes de l’Arménie sont situées à l’aéroport d’Erebouni à Erevan et à l’aéroport de Shirak à Gyumri, avec l’ajout d’une base d’entraînement à l’aéroport d’Arzni.
Le traité sur les forces conventionnelles en Europe limite l'Arménie à 100 avions de combat et 50 hélicoptères d'attaque. L'inventaire en 2010 est composé respectivement de 18 avions (dont 15 Soukhoï Su-25) et 45 hélicoptères.

## Aéronefs

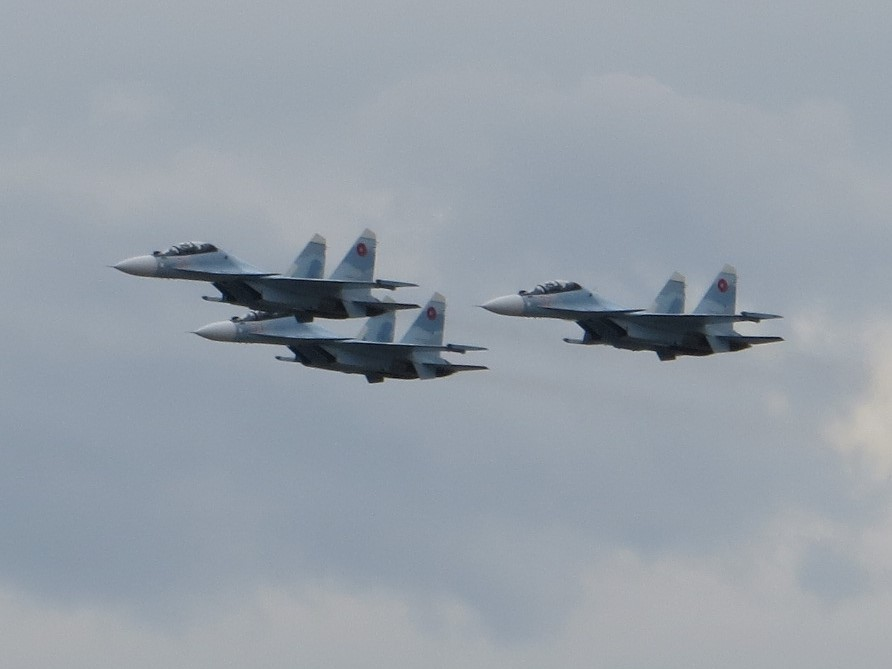
Trois Su-30SM

En 1992, l'information que l'Arménie possède trois avions de combat est incertaine, mais peut avoir inclus un intercepteur Mig-25 et deux avions d’attaque au sol Su-25, probablement de l’ancien 80e régiment d’aviation de chasse-bombardier soviétique à la base aérienne de Sitalçay en Azerbaïdjan ; la force d’hélicoptères comprenait des versions de transport Mi-8 et Mi-24 d’attaque qui avaient été basées près d’Erevan, en Arménie.  D’autres avions auraient été pris en charge par les Arméniens en 1991 comprennent six transports An-2, un An-24 et un An-32, ainsi que dix avions d’entraînement Yak-52. 
Les ajouts d’avions étaient peu nombreux, mais à la fin de 1994, l’inventaire de l’armée de l’air arménienne avait atteint environ 5 à 6 Su-25 opérationnels (l’un d’eux a longtemps été non opérationnel) et peut-être un avion de combat Mig-25; deux avions d’entraînement L-39 et dix Yak-52; six An-2, deux Il-76, un Tu-134; et deux Mi-2, sept Mi-8, 15 hélicoptères Mi-24. 
En février 2019, l’Arménie a passé un contrat pour acheter quatre chasseurs Su-30SM pour 100 millions de dollars sans missiles plus une option pour huit autres appareils d'ici deux ans. Les avions ont été construits par l’usine d’aviation d’Irkoutsk et ont été livrés fin décembre 2019.  Ces Su-30 sont restés inutilisés lors de la guerre du Haut-Karabakh de 2020 à la suite de l’achat d’avions sans missiles. 
Durant la Guerre de 2020, un avion SU-25 arménien a été abattu par un F-16 turc […] qui venait du territoire azerbaïdjanais », a en effet déclaré Mme Stepanian, avant de saluer la mémoire de son pilote, « mort en héros ».
Selon les précisions données par la porte-parole, le F-16 aurai décollé de l’aéroport de Ganja pour soutenir le bombardement par l’aviation azerbaïdjanaises des « villages civils de Vardenis, Mers Masrk et Sotk en Arménie. Et Erevan d’accuser la Turquie d’une « agression directe » contre son territoire.
« L’allégation selon laquelle la Turquie a abattu un chasseur arménien est absolument fausse », a immédiatement réagi la présidence turque. « Cette information est un mensonge de plus de la propagande arménienne », a enchéri le ministère azerbaïdjanais de la Défense.

## Équipement
| Aéronefs             | Origine          | Type                                  | En service        | Versions                    | Notes |
| Avion de chasse      | Avion de chasse  | Avion de chasse                       | Avion de chasse   | Avion de chasse             | Avion de chasse |
| -------------------- | ---------------- | ------------------------------------- | ----------------- | --------------------------- | --- |
| Soukhoï Su-30        | Russie           | Avion multirôle                       | 4                 | Su-30SM                     | 4 Su-30SM commandés début 2019, livraison en décembre 2019, il s'agit des premiers appareils neufs reçus depuis l'indépendance de l'Arménie. |
| Soukhoï Su-25        | Union soviétique | Avion de chasse et d'attaque au sol   | 5 9 (1 détruit) 1 | Su-25 Su-25K Su-25UBK       | 10 achetés à la Slovaquie en 2004 ou 2005. 1 SU-25 détruit par un F-16 turc selon l’Arménie.                                                 |
| Avion d'entraînement |                  |                                       |                   |                             | |
| Aero L-39 Albatros   | Tchéquie         | Avion d'entraînement                  | 6                 | L-39C                       | Quelques-uns ont été équipés de points d'attache permettant d'emporter des paniers UB-32                                                     |
| Avion de transport   |                  |                                       |                   |                             | |
| Iliouchine Il-76     | Russie           | Avion de transport lourd              | 2                 | Il-76                       | |
| Tupolev Tu-134       | Union soviétique | Avion de transport VIP                | 0                 | Tu-134A-3                   | |
| Hélicoptère          |                  |                                       |                   |                             | |
| Mil Mi-2             | Union soviétique | Hélicoptère d'entrainement            | 3                 | Mi-2                        | |
| Mil Mi-8             | Union soviétique | Hélicoptère de transport              | 11 0              | Mi-8T/MT/17 Mi-9            | |
| Mil Mi-24            | Union soviétique | Hélicoptère de transport et de combat | 15                | Mi-24                       | |
| Drone                |                  |                                       |                   |                             | |
| Krunk-25             | Arménie          | Drone d'observation MALE              | 15 ?              | Krunk-25-1 Krunk-25-2/Azniv | Présentés lors de la parade d'Erevan en 2011 Présentés lors de la parade de Stepanakert en 2012                                              |
| Baze                 | Arménie          | Drone tactique                        | ?                 | Baze                        | Présentés lors de la parade de Stepanakert en 2012                                                                                           |
| X-55 (en)            | Arménie          | Drone tactique                        | ?                 | X-55                        | Présentés lors d'expositions. |
| Ptero-E5             | Russie           | Drone tactique                        | 4                 | Ptero-E5                    | Utilisés par les forces spéciales arméniennes et le ministère des situations d'urgence.                                                      |
| HRESH                | Arménie          | Drone suicide                         | ?                 | HRESH                       | Dévoilé pendant l'exposition ArmHiTec-2018 et utilisé lors de la guerre du Haut-Karabagh de 2020.                                            |